# Parafia katedralna św. Apostołów Piotra i Pawła w Łucku
Parafia katedralna św. Apostołów Piotra i Pawła w Łucku – rzymskokatolicka parafia znajdująca się w diecezji łuckiej w dekanacie łuckim. Prowadzą ją księża diecezjalni.

## Historia
Parafia erygowana w 1358.
Podczas II wojny światowej i I okupacji sowieckiej księża na czele z biskupem łuckim Adolfem Szelążkiem zostali aresztowani przez NKWD. Wielu z nich zamordowano. Po ataku Niemiec na ZSRR komuniści postanowili wymordować więźniów. Z masakry ocalał proboszcz łuckiej katedry ks. Władysław Bukowiński, którego od kul uchroniły zwały trupów. Później wrócił do obowiązków proboszcza. W czasie okupacji niemieckich narodowych socjalistów pomagał ukrywać żydowskie dzieci oraz odprawiał Msze Święte za idących na śmierć Żydów. W parafii działał również Katolicki Komitet Opieki pomagający mieszkańcom Łucka. W obliczu zbliżającego się frontu ks. proboszcz Bukowiński, mimo sugestii wyjazdu z miasta, postanowił wraz z bp. Szelążkiem pozostać w parafii. Po wkroczeniu Armii Czerwonej obaj kapłani zostali aresztowani.
Po wojnie niemal wszyscy Polacy opuścili miasto, wskutek czego parafia straciła prawie wszystkich wiernych. Pozostałym katolikom posługiwał ks. Jan Rutkowski. W 1947 komuniści zabrali wiernym katedrę przemianowując ją na magazyn. Jednak do śmierci ks. Rutkowskiego w 1955 pozwalano funkcjonować parafii przy kaplicy cmentarnej. Od tego roku nie było w Łucku żadnego oficjalnie działającego kościoła katolickiego. Do wiernych dojeżdżali jednak księża z innych części ZSRR, sprawując nabożeństwa w domach prywatnych.
Oficjalna rejestracja parafii nastąpiła w 1990. W tym też roku parafia odzyskała jedną z kaplic katedry (w pozostałej części nadal mieściło się muzeum ateizmu). W czerwcu 1991 zwrócono parafii całą świątynie. 18 maja 1996 papież Jan Paweł II odnowił diecezję łucką - tym samym łucka parafia, należąca od 1991 do archidiecezji lwowskiej, ponownie została parafią katedralną.